# 议会 (科特迪瓦)
议会（法語：Parlement）是科特迪瓦的国家立法机关。议会实行两院制，由参议院（上议院）和国民议会（下议院）组成。参议院有99名参议员，国民议会有255名议员。